# سوپر جام فوتبال پرتغال
سوپر جام فوتبال پرتغال (به پرتغالی: Supertaça Cândido de Oliveira) رقابتی است که سالانه مابین قهرمان جام حذفی فوتبال پرتغال و قهرمان لیگ برتر پرتغال برگزار می‌شود.
این دیدار ۱۹۷۹ میلادی تاکنون برگزار می‌شود که باشگاه فوتبال پورتو با ۱۸ قهرمانی پرافتخارترین تیم این سری مسابقات به حساب می‌آید.

## نتایج بر پایه باشگاه
| باشگاه           | قهرمانی | نایب قهرمانی | سال‌های قهرمانی و سال‌های نایب قهرمانی |
| پورتو            | ۲۲      | ۹            | ۱۹۷۹, ۱۹۸۱، ۱۹۸۳، ۱۹۸۴، ۱۹۸۵, ۱۹۸۶، ۱۹۸۸, ۱۹۹۰، ۱۹۹۱، ۱۹۹۲, ۱۹۹۳، ۱۹۹۴، ۱۹۹۵, ۱۹۹۶، ۱۹۹۷, ۱۹۹۸، ۱۹۹۹، ۲۰۰۰, ۲۰۰۱، ۲۰۰۳، ۲۰۰۴، ۲۰۰۶، ۲۰۰۷, ۲۰۰۸, ۲۰۰۹، ۲۰۱۰، ۲۰۱۱ |
| بنفیکا           | ۸       | ۱۱           | ۱۹۸۰، ۱۹۸۱, ۱۹۸۳, ۱۹۸۴, ۱۹۸۵، ۱۹۸۶, ۱۹۸۷, ۱۹۸۹، ۱۹۹۱, ۱۹۹۳, ۱۹۹۴, ۱۹۹۶, ۲۰۰۴, ۲۰۰۵، ۲۰۱۰                                                                         |
| اسپورتینگ پرتغال | ۸       | ۱            | ۱۹۸۰, ۱۹۸۲، ۱۹۸۷، ۱۹۹۵، ۲۰۰۰، ۲۰۰۲، ۲۰۰۷، ۲۰۰۸ ،۲۰۲۱ |
| بوآویستا         | ۳       | ۱            | ۱۹۷۹، ۱۹۹۲، ۱۹۹۷، ۲۰۰۱ |
| ویتوریا گیمارش   | ۱       | ۱            | ۱۹۸۸، ۲۰۱۱ |
| براگا            | -       | ۲            | ۱۹۸۲, ۱۹۹۸ |
| ویتوریا ستوبال   | -       | ۲            | ۲۰۰۵, ۲۰۰۶ |
| بلننسس           | -       | ۱            | ۱۹۸۹ |
| استرلا آمادورا   | -       | ۱            | ۱۹۹۰ |
| بیرا مار         | -       | ۱            | ۱۹۹۹ |
| لیکسوس           | -       | ۱            | ۲۰۰۲ |
| لیریا            | -       | ۱            | ۲۰۰۳ |
| پاکوس فریرا      | -       | ۱            | ۲۰۰۹ |